# Леополд II Максимилиан (Анхалт-Десау)
Леополд II Максимилиан фон Анхалт-Десау (на немски: Leopold II Maximilian Fürst von Anhalt-Dessau; * 25 декември 1700 в Десау; † 16 декември 1751 в Десау) от род Аскани е от 1747 до 1751 г. управляващ княз на Анхалт-Десау и пруски генерал-фелдмаршал.
Той е вторият син на пруския генерал-фелдмаршал княз Леополд I фон Анхалт-Десау (1676 – 1747) и Анна Луиза Фьозе (1677 – 1745), която от 1701 г. е имперска княгиня. По-големият му брат наследствен принц Вилхелм Густав фон Анхалт-Десау (1699 – 1737) умира десет години преди баща му, и понеже не е женен за благородничка децата му нямат право на наследство.
Преди да стане на девет години Леополд II придружава баща си в пруската армия. Той става на бойното поле генерал-фелдмаршал и след смъртта на баща му († 7 април 1747) княз на Анхалт-Десау. Той започва да строи новия дворец в Десау, но умира през 1751 г. след четири години. Брат му генерал-фелдмаршал Дитрих фон Анхалт-Десау (1702 – 1769) поема от 1751 до 1758 г. опекунството и възпитанието на малолетния му син.

## Фамилия
Леополд II се жени на 25 май 1737 г. в Бернбург за принцеса Гизела Агнес фон Анхалт-Кьотен (* 21 септември 1722; † 20 април 1751), дъщеря на княз Леополд фон Анхалт-Кьотен. Те имат децата:
- Леополд III Фридрих Франц (1740 – 1817), от 1758 управляващ княз и от 1807 г. херцог на Анхалт-Десау, женен на 25 май 1767 г. за маркграфиня Луиза фон Бранденбург-Швет (1750 – 1811)
- Луиза Агнес Маргарета (1742 – 1743)
- Хенриета Катарина Агнес (1744 – 1799), омъжена на 26 октомври 1779 г. в Бозфелд за фрайхер Йост фон Лоен (1737 – 1803)
- Мария Леополдина (1746 – 1769), омъжена на 4 август 1765 г. в Десау за княз Симон Август фон Липе-Детмолд (1727 – 1782)
- Йохан Георг (1748 – 1811), пруски генерал
- Казимира (1749 – 1778), омъжена на 9 ноември 1769 г. в Десау за княз Симон Август фон Липе-Детмолд (1727 – 1782)
- Алберт Фридрих (1750 – 1811), женен на 25 октомври 1774 г. в Реда за графиня Хенриета Каролина Луиза фон Липе-Вайсенфелд (1753 – 1795)